# Vélo d'appart
Vélo d'appart (titre original : Stationary Bike) est une nouvelle de Stephen King publiée pour la première fois en 2003 dans l'anthologie Borderlands 5, puis incluse dans le recueil de King Juste avant le crépuscule en novembre 2008.

## Résumé
Les résultats de l'examen médical de Richard Sifkitz, artiste indépendant dans le milieu de la publicité, montrent un taux de cholestérol trop élevé, et son médecin, pour lui faire prendre conscience qu'il doit réagir, utilise une métaphore où il compare son métabolisme à une équipe d'ouvriers qui nettoient son organisme mais commencent à se fatiguer. Cette métaphore marque beaucoup Richard, qui peint ces quatre ouvriers et leur invente des personnalités avant de s'astreindre à un régime alimentaire strict et de faire quotidiennement de l'exercice sur un vélo d'appartement. Il peint une fresque d'une route forestière qui sinue jusqu'à l'horizon et passe deux heures par jour à pédaler dans un état quasi-hypnotique devant sa peinture.
Richard perd régulièrement du poids et son taux de cholestérol redevient normal. Une nuit, il fait un cauchemar dans lequel Carlos, l'un des ouvriers qu'il a peint, se suicide car la forme physique étincelante de Richard l'a mis au chômage. Il continue néanmoins ses exercices quotidiens dans un état de transe mais remarque que certains détails de sa fresque changent. Il se sent également suivi par le Dodge Ram de son équipe d'ouvriers, imaginant qu'ils lui en veulent pour le suicide de Carlos. Il n'arrive cependant pas à renoncer à enfourcher son vélo d'appartement et entend le bruit du moteur du véhicule se rapprocher jusqu'au jour où il le double et lui barre le passage. Les trois ouvriers démontent son vélo d'appartement et demandent à Richard de leur laisser du travail. Richard accepte et se persuade par la suite que tout cela n'était que le fruit de son imagination. Comme promis, il renonce à ses exercices et assouplit son régime. Quelques semaines plus tard, il reçoit par colis une casquette semblable à celles des ouvriers, comme il leur en avait fait la demande.

## Accueil critique
Jean-Marie Wynants, du Soir, estime que la nouvelle « offre une vision particulièrement réjouissante de l’effort physique et de ses conséquences inattendues ». Lizzie Skurnick, de la National Public Radio, évoque une histoire « vraiment étrange ». Pour Janet Maslin, du New York Times, l'histoire « commence de manière peu attrayante » avant de « s'intensifier de façon soigneusement graduée » et d'entraîner le lecteur vers des « territoires inconnus très loin dans l'imagination de Stephen King », se révélant finalement l'un des récits « les plus réussis du recueil ».